# Мадритов, Александр Семёнович
Александр Семёнович Мадритов (26 августа 1868, ст. Горячеводская, Пятигорский отдел, Терская область — 1950-е, Баку) — русский военачальник, генерал-лейтенант. Участник похода в Китай 1900—1901 годов, русско-японской войны 1904—1905 годов, Первой мировой войны и Гражданской войны.

## Биография
Из дворян Ставропольской губернии. Православный. Образование получил в 1885 году 1-м Московском кадетском корпусе. В 1887 году окончил 3-е военное Александровское училище. Выпущен в 10-ю артиллерийскую бригаду. Позже служил в 7-м легком артиллерийском парке, 39-й артиллерийской бригаде и 1-м Верхнеудинском полку. Подпоручик (ст. 07.08.1887). Поручик (ст. 11.08.1890). Штабс-капитан (ст. 25.07.1895).
В 1898 году окончил Николаевскую академию генерального штаба по первому разряду. Состоял при Туркестанском военном округе. Участвовал в военных действиях в Китае 1900—1901. Командовал сотней 1-го Верхнеудинского полка (14.08.1900-15.02.1901; зачтено за годичное командование сотней). Отличился со своим летучим отрядом 16-17 июля, когда, пройдя за сутки 104 версты, нагнал китайский отряд в 4500 человек, разбил его и захватил в плен. Подполковник (пр. 1901; ст. 06.12.1901; за отличие).
С 6 декабря 1901 года — старший адъютант штаба Квантунской области. С 29 сентября 1902 года состоял при Офицерской кавалерийской школе. Состоял в распоряжении Командующего войсками Квантунской области (26.12.1902-31.01.1904), в этот период командовал охраной горно-лесопромышленной концессии на реке Ялу (т. н. Безобразовская концессия) и одновременно председательствовал в Обществе по установлению торговых сношений России с Китаем и Монголией. Принимал активное участие в организации хозяйственного освоения Кореи и Маньчжурии, составил «Экономическое описание Каньоянского и Хаилунченского районов Маньчжурии».
Участник русско-японской войны 1904—1905. В начале русско-японской войны (март—апрель 1904 г.) в чине подполковника командовал конным отрядом в составе 2-х сотен и 2-х конно-охотничьих команд, прикрывавшим русские войска в районе р. Ялу. Штаб-офицер при управлении 9-й Восточно-Сибирской стрелковой бригады (31.01.-24.02.1904). И.д. начальника штаба 9-й Восточно-Сибирской стрелковой дивизии (24.02.-27.03.1904). Состоял в распоряжении Командующего Манчжурской армией (27.03.1904-15.01.1905). Возглавлял отряд действовавший сперва в Корее на коммуникациях японской армии, а затем на левом фланге маньчжурской армии (14.03.1904-28.09.1905; зачтено за четырёхмесячное цензовое командование батальоном). Полковник (пр. 1904; ст. 27.04.1904; за боевые отличия). Состоял в распоряжении Главнокомандующего на Дальнем Востоке (15.01.-18.10.1905).
Состоял в распоряжении начальника Главного Штаба (18.10.1905-27.06.1906), в прикомандировании к ГУГШ (27.06.-19.11.1906). По воспоминаниям Мадритова, в разгар Декабрьского вооружённого восстания 1905 года проезжал через Москву, где его спасли от разоружения и, возможно, гибели, бывшие беглые ссыльно-каторжане, воевавшие в его отряде и получившие при его содействии помилование. По его мнению, именно из-за того, что эта история была опубликована в прессе, ему полтора года не давали назначения.
С 19 ноября 1906 года — начальник штаба 7-й кавалерийской дивизии. С 13 сентября 1908 года — командир 30-го пехотного Полтавского полка. Генерал-майор (1913).
Командир 1-й бригады 5-й Сибирской стрелковой дивизии (с 20.08.1913). Участник Первой мировой войны. Участвовал в боях под Варшавой в октябре 1914 года. В период Лодзинской операции временно командовал 5-й Сибирской стрелковой дивизией. С 3 апреля 1915 года до середины 1916 года командовал 56-й пехотной дивизией, где, по воспоминаниям участников событий, проявил себя как умелый организатор. Генерал-лейтенант (ст. 14.05.1915).
С 6 июля 1916 года — в резерве чинов Петроградского Военного округа — лечился от ран на Кавказе. С 29 августа 1916 года — военный губернатор Сырдарьинской области, где подавлял Туркестанское восстание. С 25 января 1917 года — военный губернатор Семиреченской области. Назначен наказным атаманом Семиреченского казачьего войска (02.1917), однако не прибыл к месту службы.
С 22 февраля по 20 августа 1917 года лечился от ран и малярии на Кавказских Минеральных Водах. С 9 июня 1917 года по начало 1918 года — в резерве чинов при штабе Петроградского военного округа (фактически в Петрограде с 20 августа и до 1 января 1918 года). Параллельно, по собственным словам, в 1917—1918 годах организовал на Тереке в семи хуторах и сёлах кредитное товарищество и участвовал в съездах по земельным вопросам.
Весной 1918 года по инициативе председателя СНК Терской республики С. Г. Буачидзе Мадритов начал работу по организации регулярной армии, для чего прибыл из Пятигорска во Владикавказ, и в июне был предложен на пост командующего новой армией. Руководители армии планировали после её формирования совершить переворот и присоединиться к Добровольческой армии Деникина.
В конце месяца, однако, началось казачье восстание, которому способствовал, в частности, А. Г. Шкуро, на освобождении которого из-под ареста ранее настоял Мадритов.
24 июля 1918 года во Владикавказе вспыхнуло восстание поднятое полковниками И. Н. Беликовым и С. А. Соколовым.
Во время восстания Мадритов, согласно его воспоминаниям, был задержан большевиками, которые хотели его расстрелять, однако бежал из-под ареста и присоединился к казакам, взявшими город. А 2-го августа по инициативе руководителя отряда, взявшего Владикавказ, полковника С. Соколова назначен командующим всеми вооруженными силами Казачье-Крестьянского Совета, возглавлявшего восстание. Но в силу дезорганизованности и слабости своих сил 4-го августа казаки оставили Владикавказ и направились на защиту своих станиц. Мадритов вместе с ними покинул город и на следующий день выехал в Моздок, центр терского восстания, для организации воинских частей, но в тот же день объявил руководителю восстания Г. Ф. Бичерахову об уходе с поста командующего.
Однако, согласно фактам Мадритов 2 августа прибыл во Владикавказ из Моздока вместе с Г. Бичераховым, который уже назначил его руководителем всеми вооружёнными силами восстания. Но из-за недовольства казачеством этим назначением вскоре снял его с этой должности.
В ноябре 1918 года выехал в Добровольческую армию в составе Терского сводного (соединенного) отряда (первоначально в должности начальника штаба, с которой был снят из-за недовольства офицеров). Прибыл в Екатеринодар, предложил свои услуги Добровольческой армии, однако это предложение не было принято из-за подозрений в связях Мадритова с большевиками.
В том же году оказался в Севастополе, где женился, там же у него родилась дочь. По тем же воспоминаниям, вывел двух коммунистов из севастопольской тюрьмы в Севастополе. В ноябре 1920 года, после того, как Красная армия захватила Крым и Севастополь, на полуострове начался массовый террор, однако, Мадритов не только не попал под репрессии, но стал служить в городском военном комиссариате сначала снабженцем, а затем военным руководителем, что подтверждает его непрекращавшуюся связь с большевиками.
С июня по ноябрь 1921 года — начальник штаба южной группы Украинской трудовой армии, с декабря — помощник начальника оперативной части штаба приморской крепости Севастополь; организатор и заведующий хозяйственно-коммерческой части парусно-моторного общества.
В декабре 1922 года зачислен в штатный резерв комсостава войск ГПУ Украинского военного округа по должности начальника оперативной части, в июле 1923 года назначен на должность начальника отдела инспекции штаба, с сентября — инспектор внутренних частей войск ГПУ округа, с октября — в штатной резерв назначения старшим инспектором. По собственному свидетельству, при штабе организовал торговый отдел и был начальником школы пограничной охраны. С февраля 1924 года — в распоряжении начальника штаба Украинского военного округа. Тогда же, проживая в Харькове, безуспешно ходатайствовал перед Н. Наримановым о любой работе в Железноводске, Ростове или Пятигорске, где мог бы жить с женой, ребёнком, матерью, сестрой и двумя племянницами, которые находились у него на попечении. В апреле занял должность помощника начальника штаба 6-го стрелкового корпуса в Одессе, но не проработав и месяца, был уволен в запас по возрасту, и в мае демобилизовался.
После этого Мадритов уехал в Азербайджан, где работал на различных должностях в коммунальном хозяйстве в Кубинском уезде, Казахе и Кировабаде. Ещё в 1925 году прибывший в Хачмас М. В. Фрунзе просил предоставить Мадритову пенсию; в 1937 году после повторного обращения Мадритова к К. Е. Ворошилову она всё же была назначена; Мадритов стал персональным пенсионером республиканского значения. В 1941 году, проживая в Кировабаде, будучи недовольным тем отзывом о себе в воспоминаниях А. А. Игнатьева, вступил с ним в переписку и писал вплоть до 1946 года, когда в числе прочего сообщил, что в 1939 году персональную пенсию платить ему перестали и впоследствии обосновывали это в том числе сведениями из воспоминаний Игнатьева. Во время войны усыновил внука. Впоследствии переехал в Баку (известно, что его сестра была замужем за директором Бакинской классической гимназии А. И. Победоносцевым), где и умер в 1950-х годах.

## Награды
- Орден Святой Анны 4-й ст. с надписью «За храбрость» (1901);
- Орден Святого Владимира 4-й ст. с мечами и бантом (1901);
- Золотое оружие «За храбрость» (ВП 23.10.1903);
- Орден Святой Анны 2-й ст. с мечами (1905);
- Орден Святого Владимира 3-й ст. с мечами (1906);
- Орден Святого Станислава 1-й ст. с мечами (31.01.1915);
- Орден Святой Анны 1-й ст. с мечами (02.03.1915)
- Орден Святого Владимира 2-й ст. с мечами ;
- Орден Белого орла с мечами[4].